# Gara Tighina
Gara feroviară din Tighina (Tighina-1) este un important nod feroviar din partea central-estică a Republicii Moldova, în prezent este controlată de către autoritățile separatiste din Transnistria.